# Gustave Marissiaux
Gustave Marissiaux (Marles, 1872 – Cagnes-sur-Mer, 1929) byl belgický umělecký fotograf a řadí se mezi piktorialisty. Tvořil převážně v letech 1895-1918. Spolu s Leonardem Misonnem jsou považováni za nejvýznamnější belgické umělecké fotografy své doby.

## Život a dílo
Narodil se v roce 1872 a usadil se ve městě Liège. V této oblasti fotografoval především krajiny, často ponořené v mlze. V roce 1903 byl pověřen fotografickou dokumentací stávkujících v uhelných dolech ve Valonsku. Jméno získal také sérií fotografií pořízených během cesty do Benátek, Toskánska a Umbrie v roce 1905. Fotografoval také architekturu, portréty i akty. Jeho styl se řadí k piktorialismu se symbolickým akcentem. Všechna jeho díla (krajiny, interiéry, portréty) jsou prodchnuty jemným uměleckým cítěním. Některé jeho fotografie byly zveřejněny v roce 1908 v knize Visions d’artistes.
Byl členem a spoluzakladatelem společnosti "Association Belge de la Photography" a Société française de photographie.

## Ocenění
Gustave Marissiaux získal významná ocenění na mezinárodních výstavách v Roubaix (1899) a Turíně (1903).

## Galerie

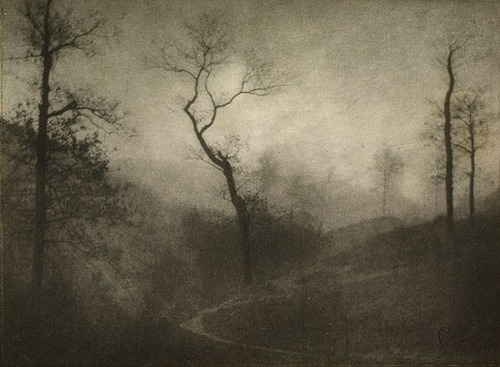
Crépuscule d’hiver, 1908
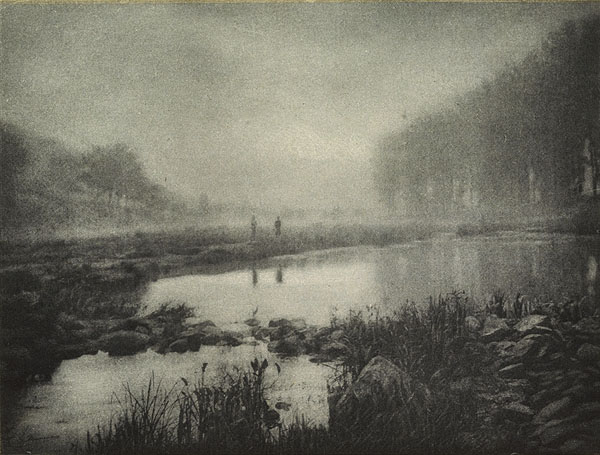
Brume après la pluie, 1906
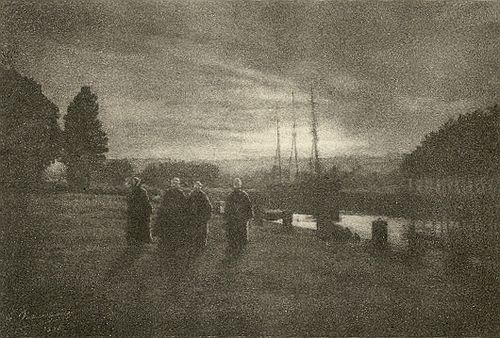
Crépuscule, 1908
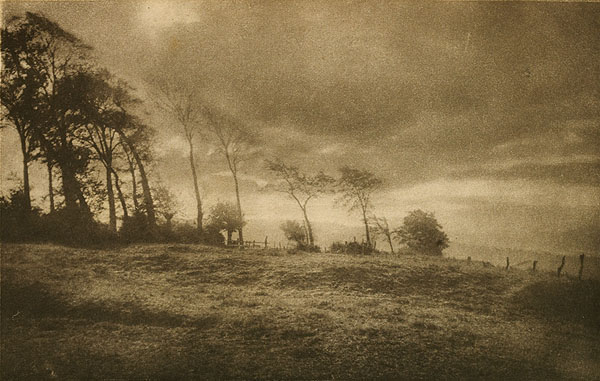
Coup de vent, 1901
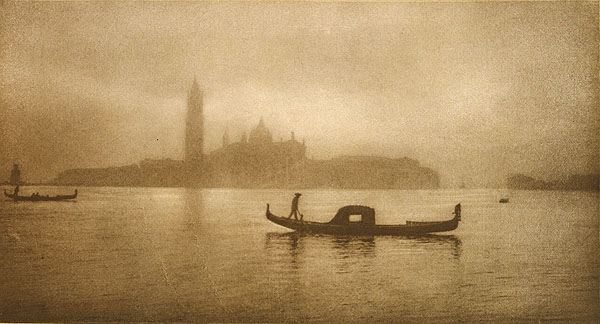
Une matinée, 1905
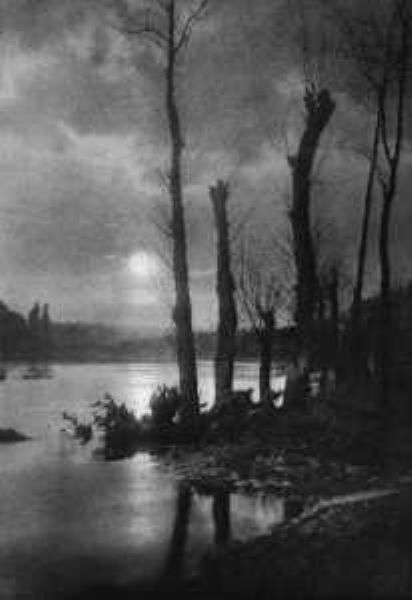
Fin d’automne, 1908
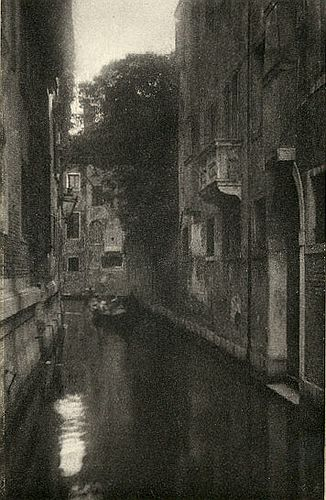
Un canal, 1908
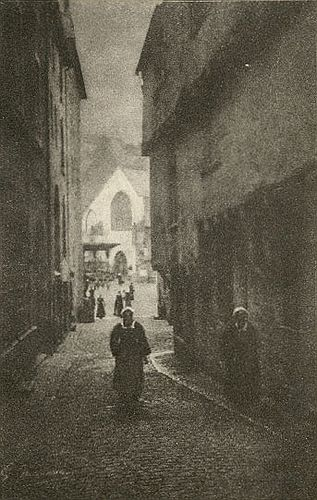
Un rue, 1906
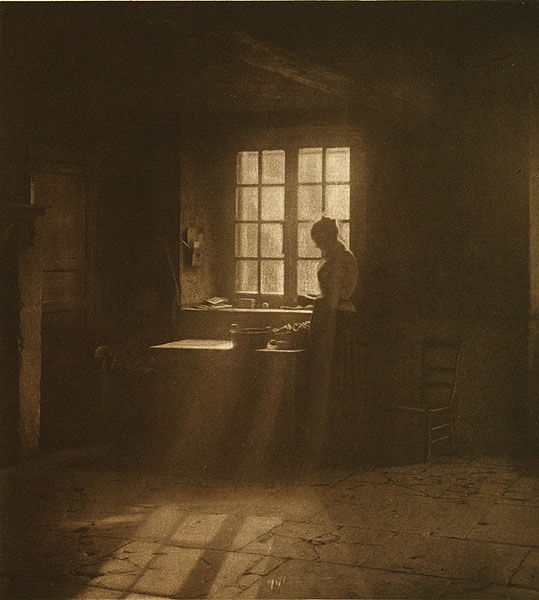
Intérieur, 1901
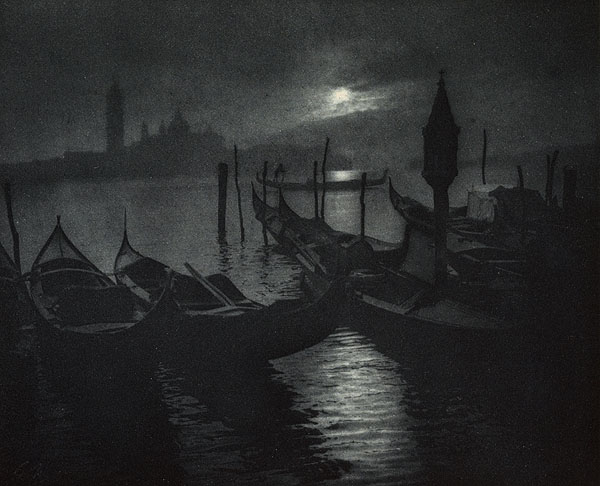
Nuit vénitienne, 1905
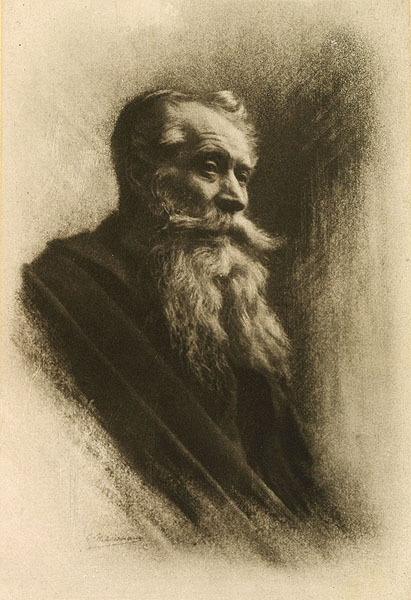
Figure de vieillard, 1908
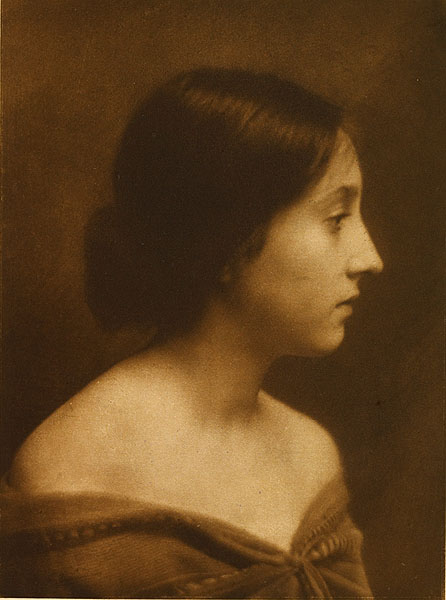
Jeune fille, 1899
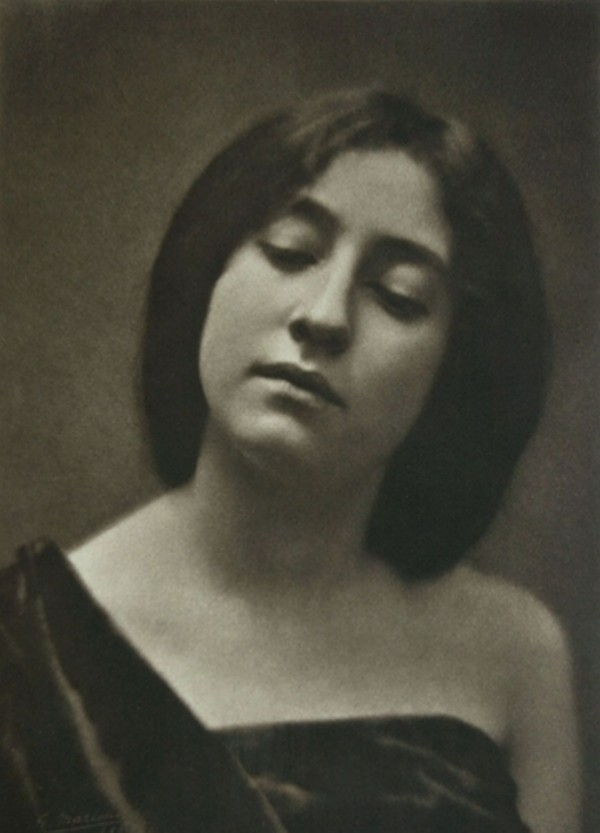
Étude de visage, 1901
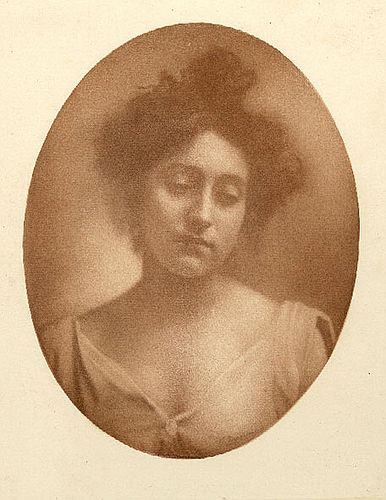
Medaillon sanguine, 1907
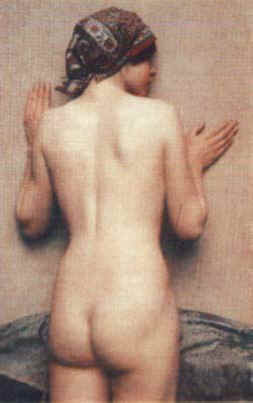
Akt, 1911